# 使徒パウロ (レンブラント、美術史美術館)
『使徒パウロ』（しとパウロ, 蘭: Apostel Paulus, 独: Apostel Paulus, 英: Apostle Paul）は、オランダ黄金時代の巨匠レンブラント・ファン・レインが1633年頃に制作した絵画である。使徒の1人であり『新約聖書』の著者の1人である聖パウロを主題としている。現在はウィーンの美術史美術館に所蔵されている。

## 作品

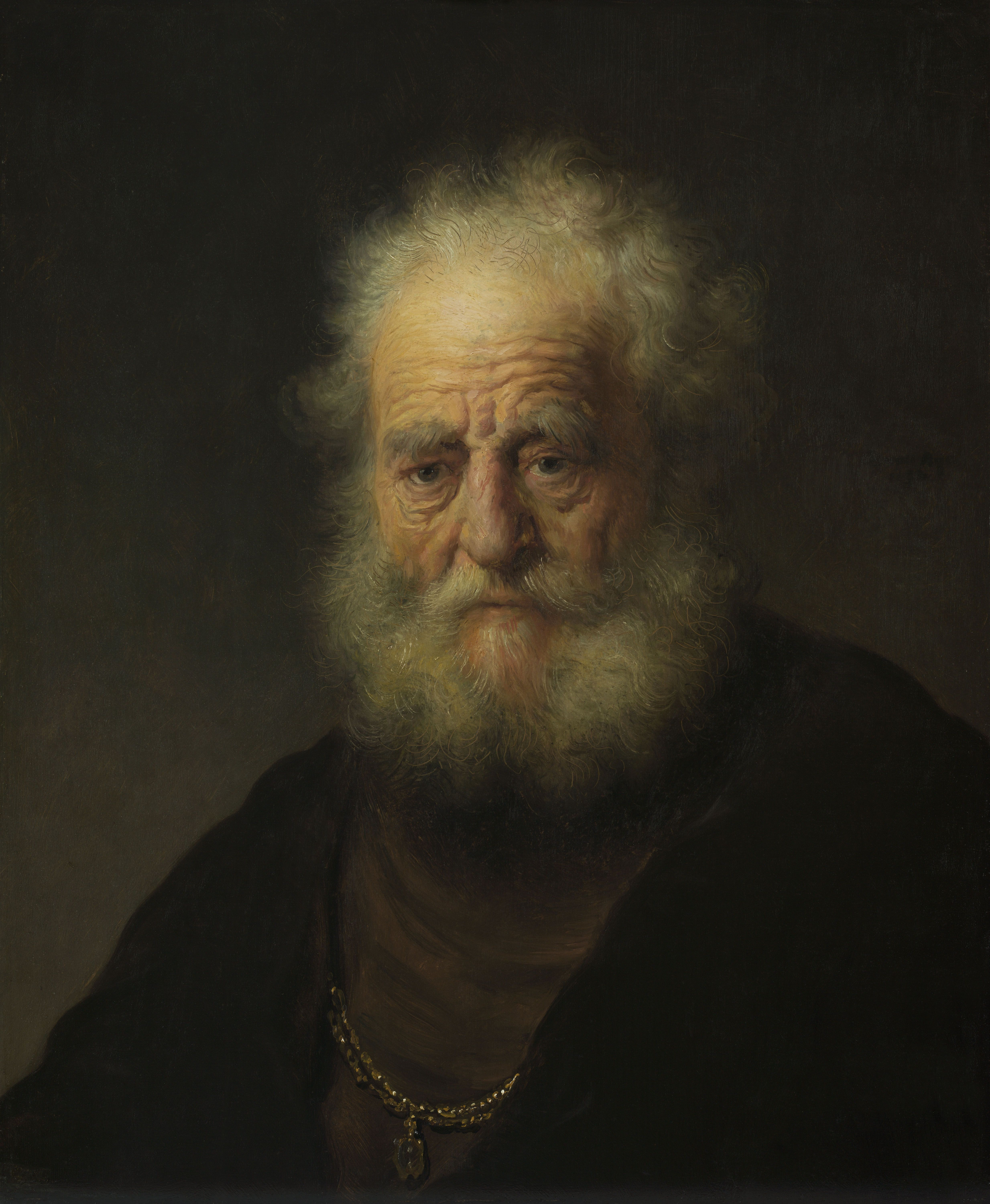
1632年の習作『金の鎖を掛けた老人』。カッセル・アルテ・マイスター絵画館所蔵。

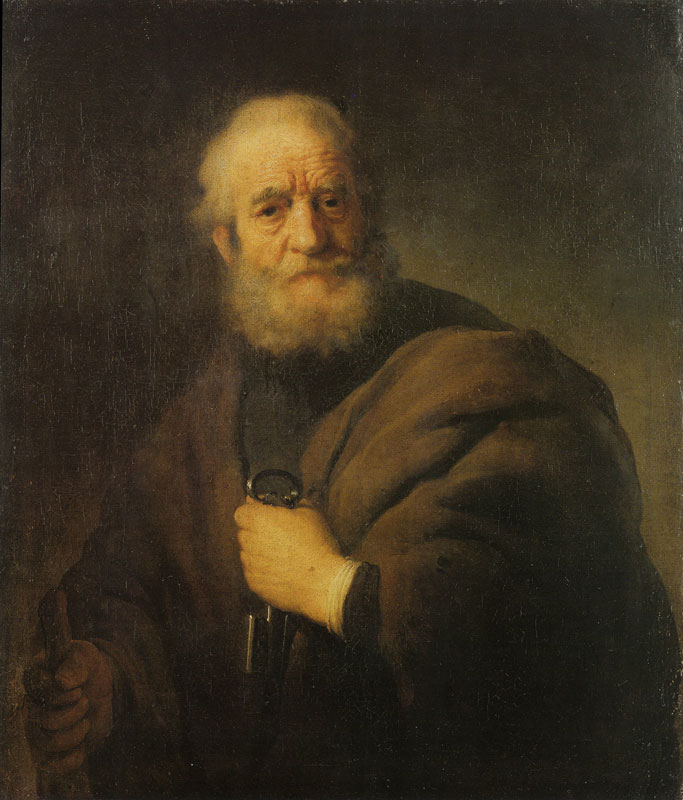
1632年の『使徒ペトロ』。スウェーデン国立美術館所蔵。

聖パウロはレンブラントが初期の時代から取り組んだ主題であった。たとえば聖パウロはしばしば投獄されたが、1627年にシュトゥットガルト州立美術館所蔵の『獄中の聖パウロ』（De apostel Paulus in de gevangenis）を描いている。1628年頃にはしばしば論争する聖ペトロと聖パウロを描いたと解釈されるヴィクトリア国立美術館所蔵の『論争する二人の老人』（Twee oude mannen in dispuut）、また1629年から1630年の間にゲルマン国立博物館所蔵の『机に向かう使徒パウロ』（De apostel Paulus aan zijn schrijftafel）といった作品を制作している。
レンブラントは机の前に座る聖パウロを描いている。つい先ほどまで手紙を書いていたのだろう、聖パウロは身体を起こして鑑賞者のほうに顔を向けているが、椅子の肘掛けに乗せられた右手には羽根ペンが握られ、机の上に開いた大きな書物の上には書きかけの手紙を抑えるために左腕を置いている。薄暗い聖パウロの机の周囲は書物で囲まれており、画面右奥には聖パウロが殉教した際に斬首されたことを示すアトリビュートである大きな両手剣が置かれている。
かつては署名とおそらく1636年の日付が描き込まれていたが、現在ではかすれてほとんど確認できない。

### 構図
レンブラントは聖パウロの容貌をカッセル・アルテ・マイスター絵画館所蔵の1632年頃の習作『金の鎖を掛けた老人』（Borststuk van een oude man met een gouden ketting）に基づいて描いている。この作品はある種の表情研究として大きな成果を収めており、本作品の他にスウェーデン国立美術館所蔵の『使徒ペトロ』（De apostel Petrus）の出発点となっている。そのほかに本作品を制作する上での重要な作品として、1627年頃のルーヴル美術館所蔵の素描『使徒聖ペトロ』が挙げられる。この素描を本作品と結びつけて考えたのは美術史家コルネリス・ホフステーデ・デ・フロートであり、この見解はそれ以降一般的に受け入れられている。両者は構図的によく似ているが、パウロの姿勢は正面観に近づくよう左後方に向きを修正され、よりいっそう印象深いものになっている。
パウロは頭部を両肩の向きと対抗する動きで捻っており、その動きは長いあごひげによって強調されている。1630年代のレンブラントの様式は動勢を強めており、人物像はよりモニュメンタル性と熱情を備えたものとなっている。

### 帰属
本作品の真筆性は早くから疑問視されている。1630年代にレンブラントの工房で働いていたホーファールト・フリンク、ヤーコプ・アドリアンスゾーン・バッケル、ヤン・リーフェンスといった名前が挙げられた。これに対してキャンバスはいくつかのレンブラントの絵画（アルテ・マイスター絵画館所蔵の1634年の『聖家族』など）と同じ巻板に巻かれていた画布が使用されていたことが確認されている。しかし聖パウロの肌は赤を多用しているため、やや不調和な印象を与えている。この点は本作品よりも早いカッセルの絵画が様々な彩度の色彩によって豊かに表現された肌色であるのとは全く品質が異なっている。そのため制作の途中でホーファールト・フリンクの手が入っていることが想定されている。

## 来歴
初期の来歴は不明である。確実な最初の記録は1685年のプラハ城の収蔵品目録である。その後、1783年にウィーンのインペリアルコレクションで記録されている。

## ギャラリー
レンブラントが描いた聖パウロ

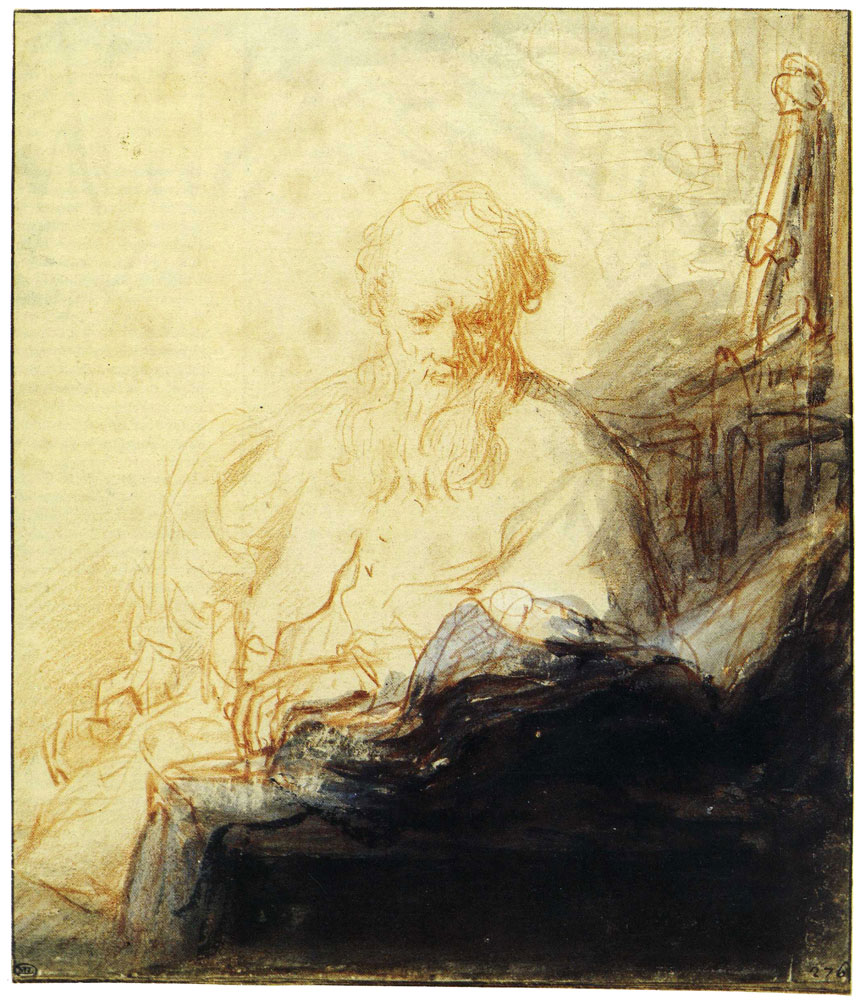
素描『使徒聖ペトロ』1627年頃 ルーヴル美術館所蔵
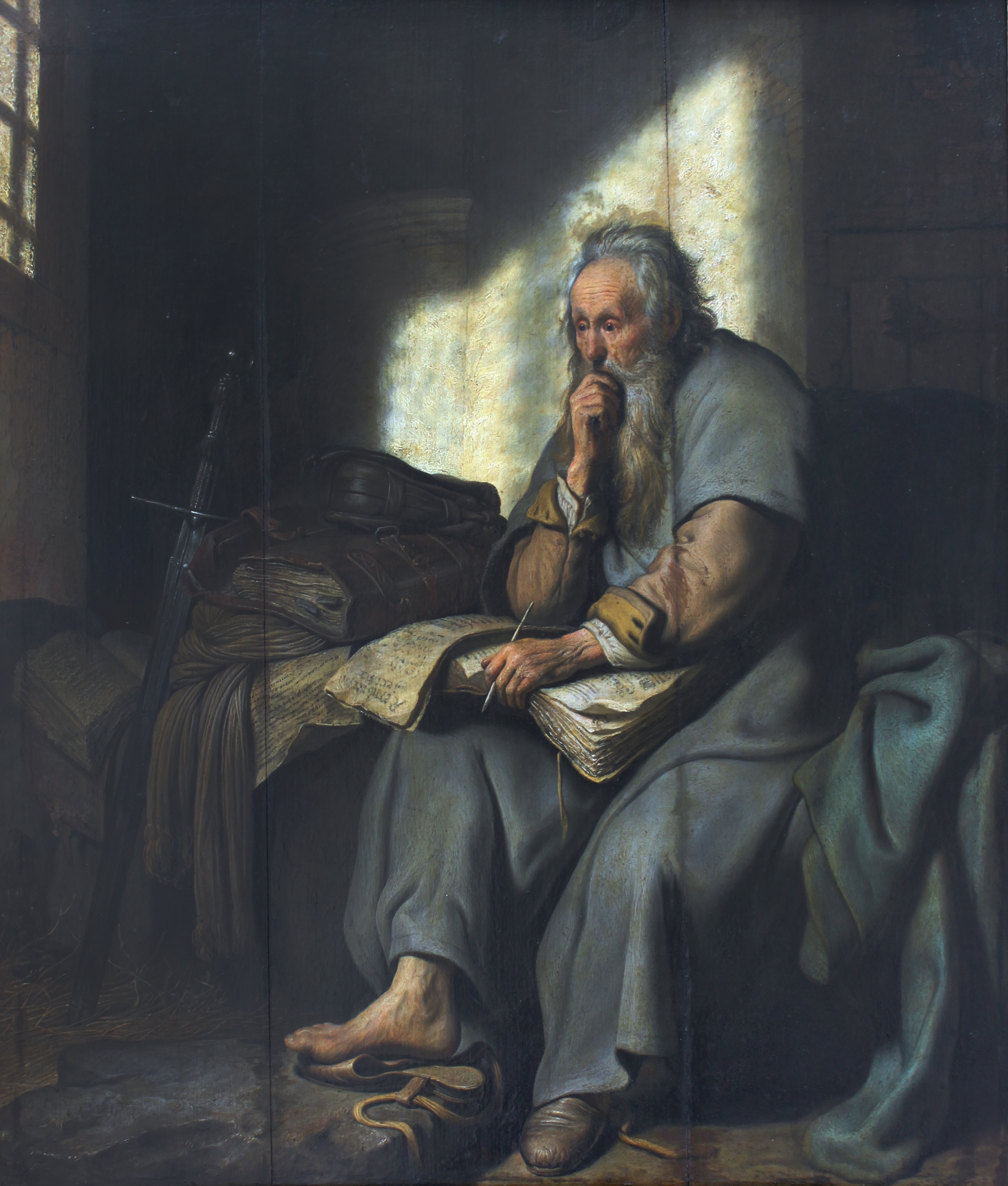
『獄中の聖パウロ』1627年 シュトゥットガルト州立美術館所蔵
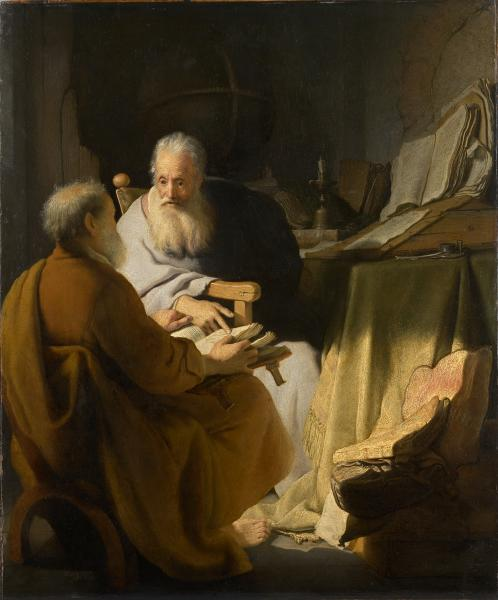
『論争する二人の老人』1628年頃 ヴィクトリア国立美術館所蔵
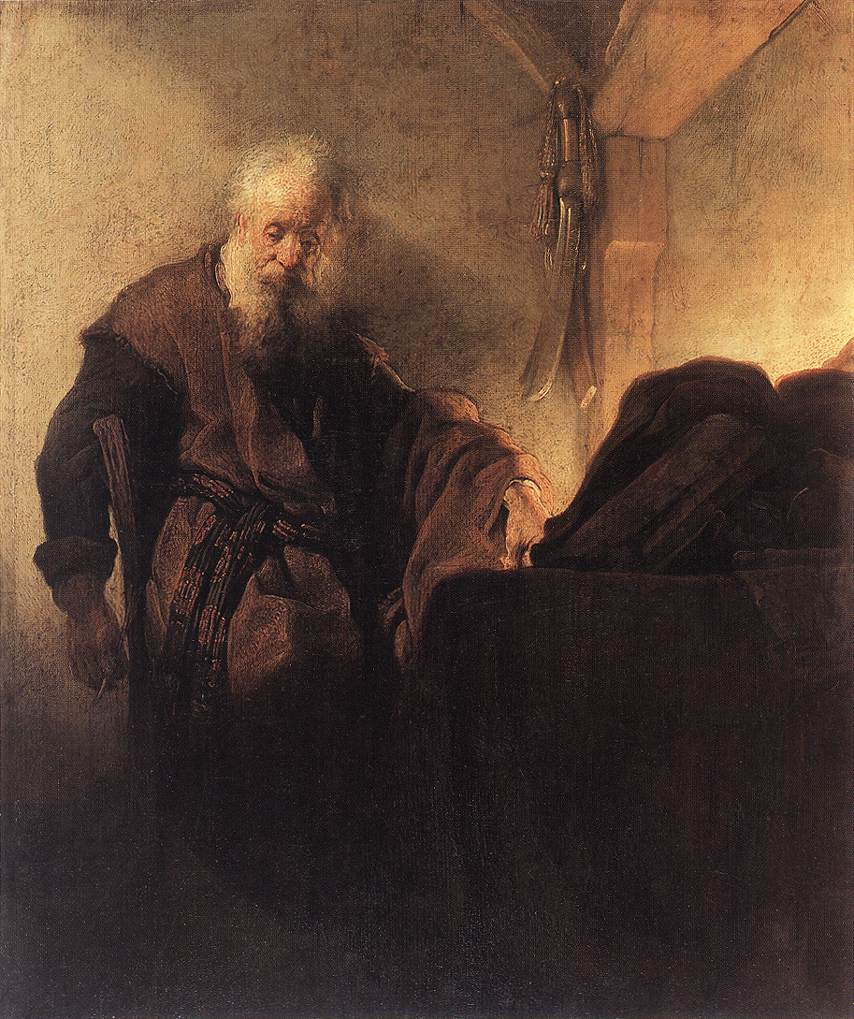
『机に向かう使徒パウロ』1629年から1630年の間 ゲルマン国立博物館所蔵
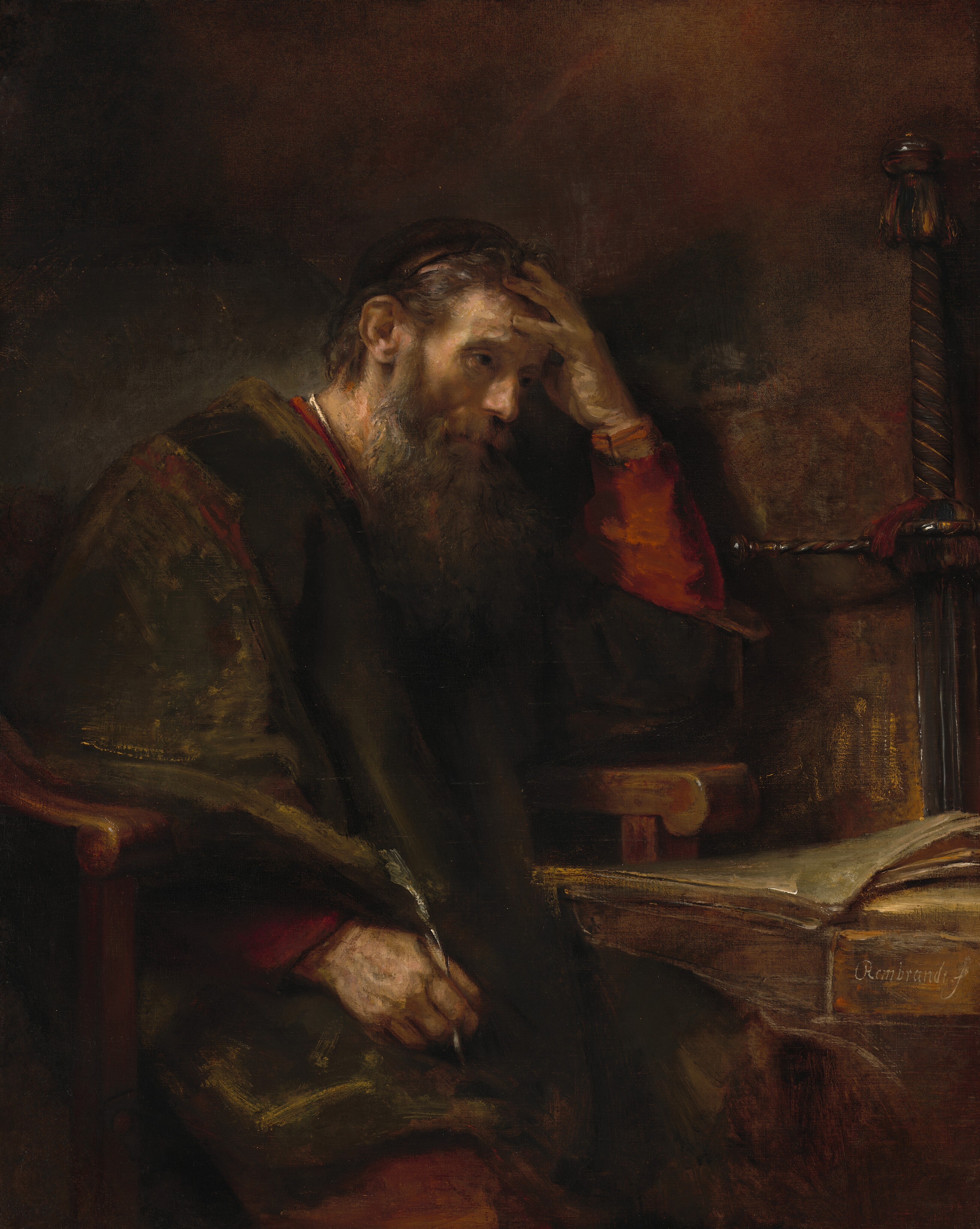
『使徒パウロ』1657年頃 ワシントン・ナショナル・ギャラリー所蔵